# سیب مکزیکی
 سیب مکزیکی(نام علمی: Casimiroa edulis) نام یک گونه از تیره است.

## تاثیر بر سلامتی
چندین مطالعه اخیر درون‌کشتگاهی  نشان داده است که زاپتین در برابر سلول های سرطانی منفرد اثرات ضد سرطان زایی بالقوه دارد.
برای مدت طولانی عقیده بر این بود که این میوه همانطور که فرانسیسکو هرناندز د تولدو در قرن شانزدهم اظهار کرده بود موجب خواب‌آلودگی می‌گردد. امااین حرف ممکن است از  تعبیر اشتباه نام گیاه در زبان ناهواتل(به معنی خواب) ایجاد شده باشد.